# Antonio Costa
Dom Antonio Domenico Silvio Costa, in religione Gabriele (Massa Lombarda, 9 marzo 1898 – Fosse del Frigido, 10 settembre 1944), è stato un monaco cristiano e presbitero italiano, medaglia d'oro al valor militare.

## Biografia
Antonio Costa nacque, quarto di dieci figli, a Massa Lombarda il 16 settembre 1898, da Angelo (Baiuchèn era il suo soprannome in romagnolo), cenciaiolo, e da Annunziata Dosi, casalinga. Il piccolo Antonio rivelò ben presto notevoli capacità nello studio. A poco più di dodici anni decise quindi di entrare nel seminario di Imola; successivamente, parlando delle proprie scelte, Antonio precisò che desiderava ardentemente "trascorrere la vita tra le mura di un romitaggio, lungi da ogni consorzio umano, per attendere con più intensità alla preghiera, alla penitenza". Nel 1904 divenne arciprete di Massa Lombarda don Domenico Bresadola, che esercitò una significativa influenza sulla formazione del futuro frate. Già nel 1913 Costa sentì come sua massima aspirazione la vita claustrale. Vincendo le mille difficoltà frapposte da parenti, amici e superiori, il 18 luglio 1915 partì per l'eremo di Camaldoli.

Antonio Costa rimase a Camaldoli per quattro anni. Aspirando ad una vita di completa penitenza e preghiera, decise di farsi certosino e fu accolto nella Certosa di Vedana, nel bellunese. Ma il suo fisico non resse a tutte le privazioni cui si costringono i monaci certosini. Dopo essere stato visitato da un medico, consigliato dai suoi superiori, ritornò alla vita civile. Grande fu il dolore nell'abbandonare i confratelli e la vita eremitica sognata fin da bambino, ciò era palpabile nelle sue stesse parole: "...Lasciare tutto per essere scaraventato in mezzo alla società, in grembo ai pericoli che presenta la vita! Provai ogni via, studiai ogni mezzo per esser nuovamente accettato in Certosa, ma tutto invano... Dovermi secolarizzare!... questo pensiero mi incuteva un non so che di spavento. La vita secolare mi si affacciava alla mente, tetra, disseminata di spine e tranelli, ed io che fin da fanciullo ero vissuto all'ombra del santuario e del chiostro, quella vita mi terrorizzava".

Dopo una breve sosta a Bologna ospite del conte Armando Armandi, fece ritorno nel suo paese natale dopo cinque anni di lontananza. Il conte gli procurò un posto di lavoro presso la filiale di Massa Lombarda del Credito Romagnolo. Costa si impegnò, come animatore, nella comunità cattolica per tre anni. Fondò, con alcuni amici, il circolo cattolico "Giuseppe Toniolo" con il quale svolse varie attività sia religiose che ricreative (filodrammatica). Riacquistata completamente la salute, la sua vocazione riemerse con forza. Decise definitivamente di prendere i voti.

Trascorso il noviziato in Spagna nella Certosa di Montalegre, presso Barcellona, il 6 gennaio 1928 finalmente pronunciò i voti, prendendo il nome di Gabriele. Nove mesi dopo, il 22 settembre 1928, nella Cattedrale di Barcellona, Dom Gabriele venne ordinato sacerdote. Successivamente trascorse un periodo in Francia, vivendo nella Grande Certosa. Tornato in Italia, soggiornò per brevi periodi di tempo in vari monasteri. Durante il periodo trascorso nella Certosa di Firenze (1929-1933) conobbe il giovane Giorgio La Pira, di cui divenne confessore. Nel 1938 entrò nella comunità della Certosa di Farneta, presso Lucca. Qui, grazie ai suoi studi e all'esperienza lavorativa avuta in banca, ebbe l'incarico di Procuratore, cioè di amministratore del convento. 

Nel 1941 poté fare l'ultima visita ai vecchi genitori, nel suo paese natale.

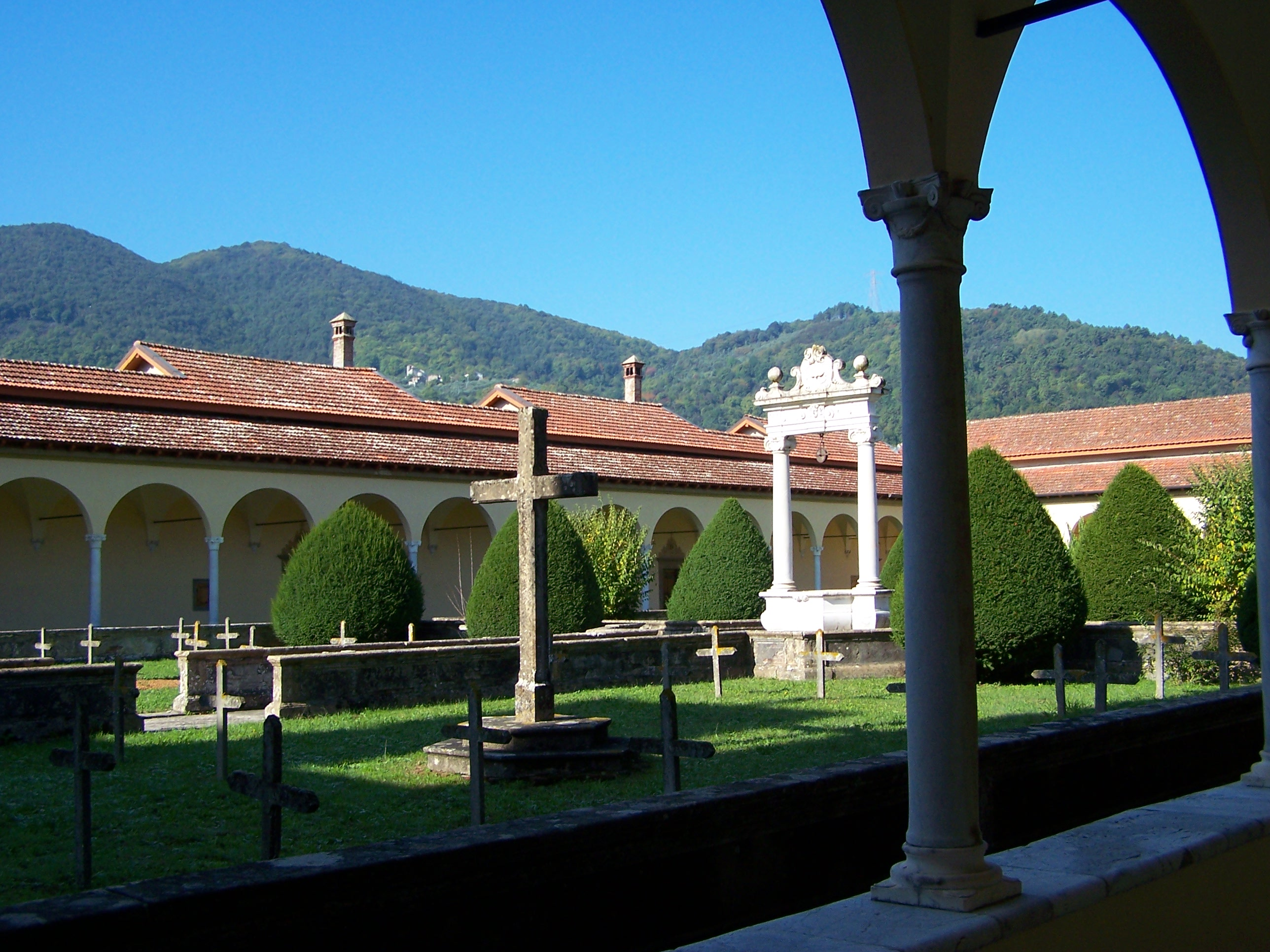
Il cimitero della Certosa di Farneta (LU).

Dopo l'8 settembre 1943, in piena seconda guerra mondiale, l'Italia fu invasa dalle truppe germaniche. Subito la Certosa di Farneta aprì le porte a quanti, oppressi dalle difficoltà e dai dolori, implorarono assistenza e conforto. Il convento ospitò tutti quelli che chiedevano aiuto: giovani dei dintorni, contadini, operai, profughi, perseguitati, ricercati. La certosa ospitò anche una ricetrasmittente clandestina. Le S.S. tedesche, che avevano sede vicino al convento, si insospettirono per alcune presenze ritenute «non permesse dalle leggi germaniche» e la notte tra il 1° e il 2 settembre 1944 (anche in seguito alla delazione di un infiltrato) fecero irruzione nel monastero.
La prima disposizione che colpì Antonio Costa fu la proibizione di indossare il saio: dom Antonio dovette vestirsi in borghese. Fu anche interrogato più volte, ma da lui i tedeschi non ottennero nessuna informazione.

Fu quindi condotto, con altri prigionieri, sia civili che religiosi, a Nocchi (24 km da Lucca) e imprigionato in un vecchio capannone.

Il 5 settembre Lucca venne liberata dagli americani. Il giorno dopo i tedeschi, in ritirata, entrarono nel capannone-prigione. I prigionieri furono divisi in due gruppi: il primo fu destinato a Carrara ai lavori forzati; i secondi furono destinati al patibolo. Dom Costa, assieme al priore del convento e ad altri due religiosi, vennero portati, assieme a dei civili, nella rocca Malaspina, fortezza che domina la città di Massa, e rinchiusi in cella. Gli eventi precipitarono: il 10 settembre Costa, il confratello Dom Pio Egger e il professore medico Guglielmo Lippi Francescani, furono caricati su una camionetta che si inerpicò sulla strada per Ponte Forno. Arrivati ai piedi di una rupe, furono fatti scendere e falciati da una raffica di mitra.
Dom Gabriele Costa è sepolto al cimitero della Certosa di Farneta.

## Opere
- Dal Monastero al Secolo (Ricordi della mia verde età), Bologna, Stab. Tipografico L. Parma, 1920.
- San Bruno, fondatore dell'Ordine Certosino (pubblicata sotto lo pseudonimo di A. Mariani), Alba, 24 gennaio 1943, con prefazione di Giorgio La Pira.

## Intitolazioni
L'Amministrazione Civica di Massa Lombarda gli ha intitolato una strada ed ha fatto incidere il suo nome in una delle steli del monumento ai Caduti della Resistenza. La Comunità cattolica ha fatto porre una lapide commemorativa nella Chiesa Arcipretale massese e ne auspica la beatificazione.